# 基耶乌蒂
基耶乌蒂（義大利語：Chieuti），是意大利福贾省的一个市镇。总面积60.91平方公里，人口1753人，人口密度28.8人/平方公里（2009年）。ISTAT代码为071021。